# Diphyus longigena
Diphyus longigena là một loài tò vò trong họ Ichneumonidae.